# Campionato francese di rugby a 15 1934-1935
Il Campionato francese di rugby a 15 1934-1935 fu vinto dal Biarritz olympique che conquistò il suo primo Scudo di Brenno sconfiggendo l'USA Perpignan in finale.

## Formula
- Dopo le selezioni regionali, le 42 squadre furono divise in 6 gruppi di 7; sedici squadre (le prime due e le migliori 4 terze agli ottavi di finale
- Dagli ottavi, eliminazione diretta a partita unica.

## Contesto
Nasce il campionato francese di rugby a XIII, creato in seguito alla riappacificazione fra FFR e URFA portò a norme più rigide sul dilettantismo nel rugbyy a XV.

## Semifinali
| aprile 1935 | USA Perpignan | 11 – 10 | CS Vienne |  |

| aprile 1935 | Biarritz olympique | 11 – 10 | Stadoceste tarbais |  |

## Finale
| Arbitro: | Abel Martin |

| |            | |
| meta: Lascaray | Marcatori  | |
| Francis Daguerre Paul Errecart Alfred Guiné Etienne Ithurra Jean-Baptiste Lefort Fernand Muniain Paul Lafourcade Louis Lascaray René Laborde Henri Haget Joseph Pagola Pierre Moulian Claude Paquin Frédéric Lafaillade Rémi Sallenave | Formazioni | Egalité Casenove Georges Vails Joseph Munna Augustin Bousquet Ferdinand Danoy Henri Gras Jacques Palat François Raynal Roger Vails Joseph Desclaux Georges Rolland Claude Barrère Georges Bentouré René Dauder Paul Porical |